# Il mio mondo/Vieni, andiamo
Il mio mondo/Vieni, andiamo è un singolo di Umberto Bindi del 1963, pubblicato dalla RCA Italiana.

## Descrizione

### Il mio mondo

#### Cover
La canzone venne coverizzata nel 1964 da Cilla Black, con testo di Carl Sigman e con il titolo You're My World. Il brano venne interpretato anche da altri cantanti, come Dionne Warwick, Helen Reddy e Tom Jones. Anche i Beatles la suonarono; la loro versione rimase inedita fino al 2021, quando venne mostrata nella miniserie The Beatles: Get Back.

## Tracce
1. Il mio mondo (feat. I 4+4 di Nora Orlandi) – 2:53 (testo: Gino Paoli)
2. Vieni, andiamo – 2:55 (testo: Ofir, Sergio Bardotti)

Durata totale: 5:48